# Blood Red Shoes
Blood Red Shoes es un dúo inglés de rock alternativo originario de Brighton y compuesto por  Laura-Mary Carter y Steven Ansell. Han publicado seis álbumes, Box of Secrets (2008), Fire Like This (2010), In Time to Voices (2012), Blood Red Shoes (2014), Get Tragic (2019) y Ghosts On Tape (2022) así como dos EPs y un gran número de singles. En 2014 formaron su propia discográfica, Jazz Life.

## Historia

### Formación
Blood Red Shoes se formó a finales de 2004, después de que se disolvieran las anteriores bandas de Steven Ansell y Laura-Mary Carter (Cat on Form y Lady Muck respectivamente) y ambos decidieran "tocar juntos". En una entrevista en Berlín, Carter explicó que el nombre del grupo tiene su origen en un musical de Ginger Rogers/Fred Astaire, en el que se volvieron de color rojo sangre unos zapatos blancos de Rogers porque había bailado demasiado mientras ensayaba el papel.

### Comienzos
Pronto comenzaron a ensayar y a conseguir bolos, y al poco ya habían publicado su single de debut Victory for the magpie. Le siguió una gira por nueve localidades dentro del Reino Unido, y otra serie de conciertos básicamente en Europa y Japón. Tocaron en varios de los festivales más importantes: Reading y Leeds, Summer Sonic, Pukkelpop, Lowlands...

### Box of Secrets
Su primer disco, Box of Secrets fue lanzado el 14 de abril de 2008 por Mercury Records

### Fire Like This
El 17 de mayo de 2009, tocaron en el All Tomorrow´s Parties, invitados por The Breeders. Desde principios de 2009, había comenzado la creación del segundo LP; el primer sencillo, "Light It Up", fue publicado el 22 de febrero de 2010, una semana antes de que saliera su segundo disco, "Fire Like This" el 1 de marzo de 2010. La canción "It's Getting Boring By The Sea" forma parte de la banda sonora de la película Scott Pilgrim vs The World.

### In Time To Voices
El grupo pasó la mayor parte del año 2011 componiendo nuevas canciones. Estuvieron tocando en distintos festivales durante el verano, y su última actuación fue el 17 de septiembre de 2011. Semanas después comenzaron a grabar un nuevo álbum en el estudio The Motor Studio en Liverpool, contando de nuevo con la producción de Mike Crossey, quien también produjo Box of Secrets y Fire Like This. Las grabaciones empezaron el 18 de octubre de 2011. El 12 de diciembre de 2011, Blood Red Shoes dio a conocer el primer teaser del álbum en su página web, con un video desde el estudio, al cual siguiente tres vídeos más que se fueron publicando antes de la salida del álbum. A comienzos de enero de 2012, el grupo grabó caras B, bonus tracks y versiones alternativas de algunas canciones para acompañar el lanzamiento.
Un nuevo EP, titulado Water, se publicó el 21 de enero de 2013 después de In Time to Voices. Se editó en un vinilo rojo de 10" y descarga digital, y fue grabado y producido por John Congleton durante el tramo estadounidense de su última gira.

## Estilo musical
El estilo de Blood Red Shoes puede categorizarse de distintas formas como rock alternativo, indie rock, garage rock, y noise pop. Según su biografía en AllMusic, las influencias de la banda incluyen punk rock y shoegazing.

## Discografía

### Álbumes de estudio
- Box of Secrets (2008)
- Fire like This (2010)
- In Time to Voices (2012)
- Blood Red Shoes (2014)
- Get Tragic (2019)
- Ghosts on Tape (2022)

### EPs
- Water (2013)
- Ø (2021)